# Utub

Región originaria de los Utub, en la parte central de la península arábiga.

Los Utub (en singular Utbi) son una comunidad árabe originaria de Nechd formada por las aportaciones de varias tribus, que en el siglo xvii se desplazaron hacia la zona del Golfo Pérsico donde se establecieron para acabar finalmente en Kuwait y Baréin.

## Orígenes

Emblema de Baréin, utilizado desde los Al Jalifa, a partir de la independencia de Persia.

El nombre deriva de Ataba (llegar al suelo en este caso llegar al litoral). Su origen exacto en Nechd es incierto pero los Al Jalifa de Baréin, en su tradición, vinieron de Al-Hadar después de enfrentamientos con otros clanes con los que estaban emparentados. Los Utub estaban encabezados por tres clanes: los Al Jalifa, los Al Sabah (o Subah) y los Djalahima, supuestos descendientes de Anaza a través de los Djumayla; otros clanes secundarios fueron los Al Zayid (modernos Al Ghanim), Al Saleh, Al Shamlan y Al Fadil. Los desplazamientos del siglo xvii hacia el este se dieron en varias tribus y clanes, entre ellos por ejemplo los Banu Kab, que emigraron a la provincia de Juzestán y formaron el estado semiindependiente de Fallahiyya. Los Utub hablan un dialecto árabe oriental; los dialectos de Kuwait, Baréin y Catar están emparentados, y son diferentes al dialecto hablado por los Hwila (de los Emiratos Árabes Unidos), los Hasawi (de la provincia de Al-Hasa o provincia Oriental de Arabia Saudí) y los Baharina (los antiguos habitantes chiitas de las islas Baréin anteriores a la llegada de los Al Jalifa), aunque también pertenecen al árabe oriental.

## Historia

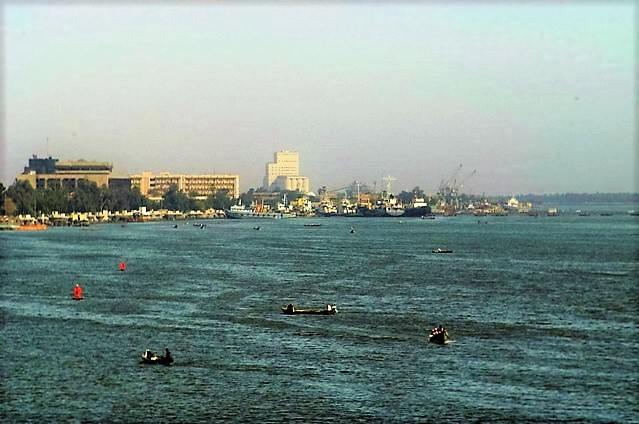
La ciudad de Basora, a donde se dirigieron los Utbus sobre 1674.

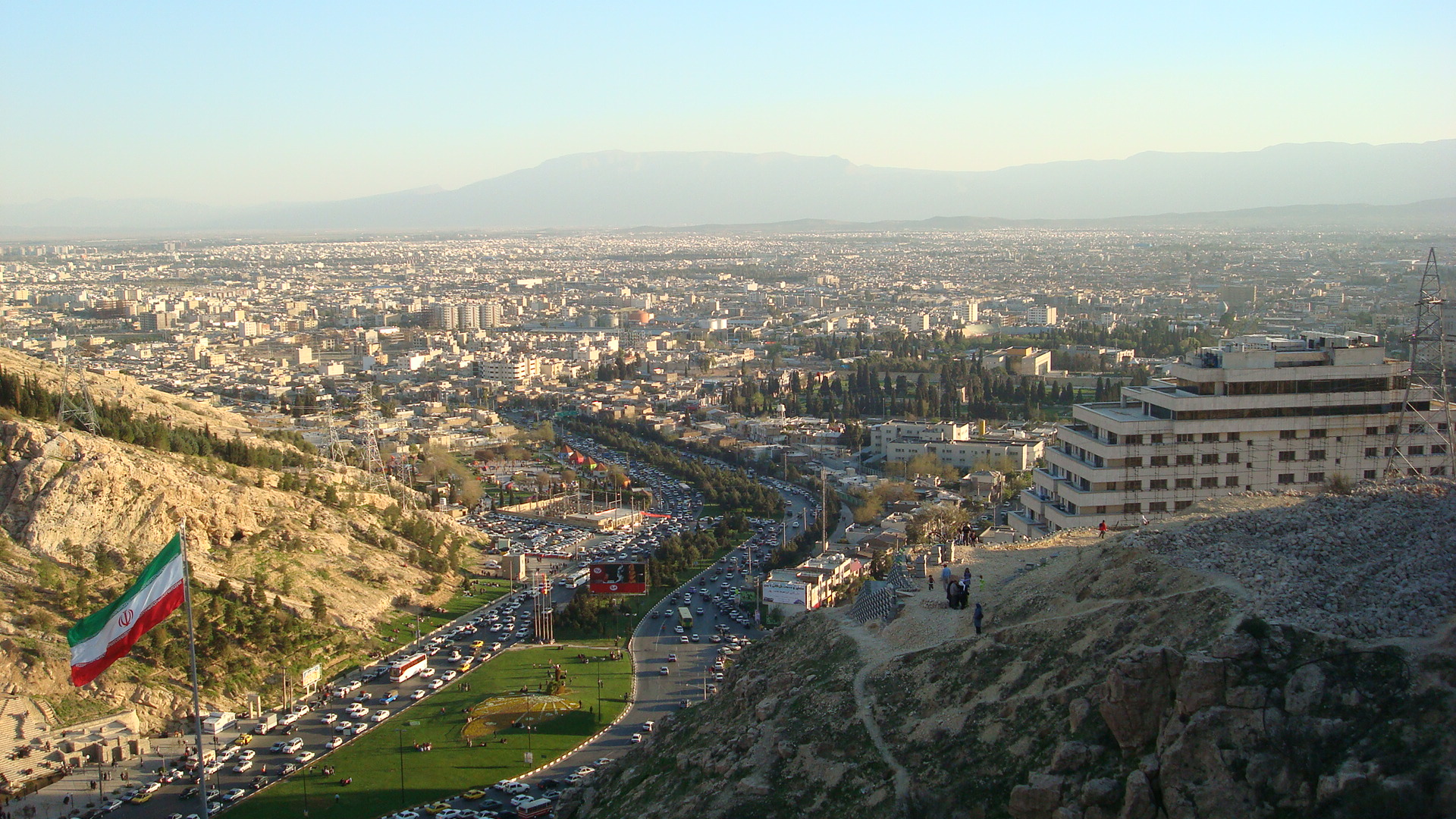
Imagen de Shiraz, en la actualidad.

El trayecto de los clanes que formaron los Utub, se remontan desde Al-Hadar (en la región de Al-Afladj) de donde habrían salido sobre 1674, y se dirigieron a Basora; no se sabe si influyó en la emigración el hambre que se sufría en Djarman. Desde Basora se desplazaron hacia Kuwait (llamado Grain o Grane por los ingleses) y se instalaron allí (1716) como vasallos de los Barrak ibn Urayr, los dirigentes de los Banu Khalid que gobernaban Arabia Oriental (entonces llamado Al-Hasa por los turcos). Tanto los Utub como los Banu Kab y los Maadid (otro grupo emigrado) prosperaron mientras los Hwila gobernados por el clan Kasim o Qasimi (plural Kawasim) que hasta entonces habían dominado las rutas marítimas del Golfo como dependientes (más o menos nominales) los Banu Khalid, a su vez vasallos otomanos. Los hwila estaban presentes en las dos costas del golfo, pero sus principales puertos estaban en la parte persa, mientras los utub estaban implantados en la costa árabe. A finales del siglo xviii con el triunfo en Persia de la dinastía Kayar, la capital del estado, que estaba en Shiraz bajo los Zand, pasó a Teherán, más al norte, y los asuntos de la costa del golfo pasaron a ser secundarios y los jeques de la costa adquirieron mayor autonomía; también la conquista de Basora por los persas de 1776 al 1779, y el hambre que siguió después, estimularon a los jeques árabes de la costa a actuar de manera autónoma.
En 1756 un viajero, Kniphausen, menciona que los habitantes de Kuwait eran independientes del jeque del desierto (supuestamente referido a Ibn Uray los Banu Khalid) al que solo pagaban un pequeño tributo. Estaban gobernados por varios jeques que vivían en paz, siendo el principal, Mobarek Eben Saback (Mubarak ibn Sabah), pero este era pobre y joven, y otro, Mohamed Eben Khalifah (Muhammad ibn Khalifa), que era rico y tenía muchos barcos, gozaba de una posición muy importante.
La estructura de la confederación Utub tenía en el frente a los tres clanes: los Al Khalifa, los más ricos, se dedicaban al comercio y las perlas; los Djalahima tenían a su cargo los barcos y la defensa naval; y los Al Sabah designaban al gobernador encargado de hacer respetar la ley y gestionaba las relaciones con los Banu Khalid.
En 1765 una parte de los Al Khalifa se desplazaron a Zubar o Zobara (en Catar) y en 1783 se trasladaron a las islas Baréin que pertenecían a Persia. Los Djalahima (o una gran parte) emigraron de Kuwait detrás de los Al Khalifa, porque los Al Sabah, que sin los Al Khalifa se encontraban empobrecidos, rehusaron a Al Djalahima (Yalahimah o Jalahimah) la participación en los ingresos y quizás incluso los expulsaron de Kuwait, por lo que se tuvieron que poner bajo protección de los Al Khalifa a Zubar donde recibieron una participación justa en los ingresos, pero al cabo de unos años reclamaron ciertos derechos derivados del pacto confederal original que les fue rechazado. Los Djalahima se trasladaron entonces a Raveish, al este de Zubar, e hicieron planes de venganza. Rham ibn Djaba ibn Adhbi Al Djalahima pasó la vida en lucha contra los Al Khalifa, de los que era pariente; se cree que el motivo de la disputa era que los Al Khalifa privaron a Al Djalahima de la parte que les habría correspondido en las islas Baréin. Rham, nacido en Kuwait, residió alternativamente en Bushire, Khor Hassan (en Catar) y Damman; por un tiempo fue vasallo de los saudíes y recorrió el golfo con una flota y 2000 hombres, atacando a los Al Khalifa y los Al Sabah; se consideró aliado de los británicos y los respetaba.
En 1826 fue derrotado por los Al Khalifa, y en peligro de ser hecho prisionero, hizo explotar su barco y murió junto con su hijo aún niño. En Catar los Al Khalifa conservaron la península hasta que fueron desplazados por los Maadid, dirigidos por el clan Al Thani.